# Harnol Palacios
Harnol Palacios (Quibdó, Chocó, Colombia, 10 de mayo de 1975) es un exfutbolista colombiano. Jugaba como defensa.

## Clubes
| Club              | País     | Año         |
| ----------------- | -------- | ----------- |
| Deportivo Pereira | Colombia | 2001 - 2004 |
| Envigado F. C.    | Colombia | 2005        |
| Deportivo Pereira | Colombia | 2005        |
| Deportivo Pasto   | Colombia | 2006        |
| Once Caldas       | Colombia | 2007 - 2008 |
| Deportivo Pereira | Colombia | 2009 - 2011 |

## Palmarés

### Campeonatos nacionales
| Título          | Club            | País     | Año  |
| --------------- | --------------- | -------- | ---- |
| Torneo Apertura | Deportivo Pasto | Colombia | 2006 |